# Promachus nigripennis
Promachus nigripennis là một loài ruồi trong họ Asilidae. Promachus nigripennis được Hobby miêu tả năm 1933. Loài này phân bố ở vùng nhiệt đới châu Phi.